# NGC 3951
NGC 3951 este o liner situată în constelația Leul. A fost descoperită în 10 aprilie 1785 de către William Herschel. Se află la o distanță de 83,95 de megaparseci de Pământ.